# Hugo Bergmann

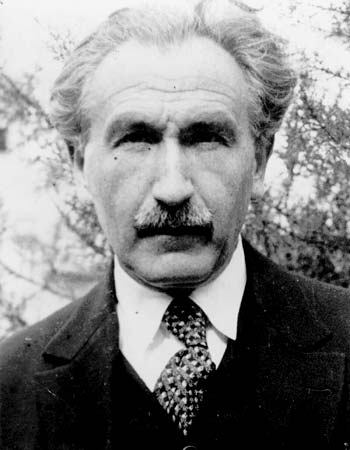
Samuel Hugo Bergman

Hugo Bergmann, född 25 december 1883 i Prag, död 18 juni 1975 i Jerusalem, var en judisk filosof.
Bergmann var en stark anhängare av sionismen och blev 1920 chef för judiska universitetets bibliotek i Jerusalem. 1928 blev han docent i filosofi vid judiska universitetet där, 1936 professor och rektor för samma universitet. Bland hans skrifter märks Jawne und Jerusalem (1919) och Der Kampf um das Kausalgesetz in der jüngsten Physik (1929).